# Delphi
Delphi, anteriorment conegut com a CodeGear Delphi, Inprise Delphi i Borland Delphi, és un entorn de desenvolupament de programari dissenyat per a la programació de propòsit general amb èmfasi en la programació visual, per a aplicacions Microsoft Windows (32 i 64 bits), Android, Linux, Mac OS X i iOS. Delphi utilitza com a llenguatge de programació una versió moderna de Pascal anomenada Object Pascal.
El nom li ve donat fent referència a l'oracle de Delfos per la seva connectivitat amb la base de dades d'Oracle. Ha rebut diversos noms, actualment Embarcadero Delphi, anteriorment CodeGear Delphi i Borland Delphi, originalment desenvolupat per Borland i ara de propietat d'Embarcadero Technologies. Delphi 10.3.2 Rio és la versió més recent, distribuïda en quatre edicions: Community, Professional, Enterprise i Architect.
Com a entorn visual, la programació en Delphi consisteix a dissenyar els formularis que componen el programa col·locant tots els seus controls (botons, etiquetes, camps de text, etc.) en les posicions desitjades, normalment usant un ratolí. Després s'associa codi als esdeveniments d'aquests controls i també es poden crear mòduls de dades, que contenen els components d'accés a dades i les regles de negoci d'una aplicació.
Actualment se n'ha desenvolupat una alternativa de codi obert i multiplataforma, anomenada Lazarus.